# Gustaf Ahlberg
Gustaf Sigfrid Ahlberg, född den 6 april 1884 i Ljungby församling, Hallands län, död den 28 juli 1971 i Falkenberg, var en svensk präst. Han var son till August Ahlberg och far till Bo Ahlberg.
Ahhlberg avlade teologie kandidatexamen 1906 och prästvigdes 1907. Han var komminister i Sexdrega pastorat 1910–1923, kyrkoherde i Surteby pastorat 1923–1933, i Falkenbergs pastorat 1933–1954 och kontraktsprost 1940–1954. Ahlberg var inspektor för samrealskolan i Falkenberg 1932–1955 och Missionsstyrelsens ombud till 1955. Han blev ledamot av Vasaorden 1944.